# لوییس شیرون
لوییس الکساندر شیرون (فرانسوی: Louis Alexandre Chiron‎؛ زادهٔ ۳ اوت ۱۸۹۹ در مونت‌کارلو، درگذشتهٔ ۲۲ ژوئن ۱۹۷۹ در مونت‌کارلو) رانندهٔ مسابقات اتومبیل‌رانی اهل موناکو بود که در فصل‌های ۱۹۵۰ تا ۱۹۵۱، ۱۹۵۳، ۱۹۵۵ تا ۱۹۵۶، و دوباره در فصل ۱۹۵۸ در مجموع در نوزده گراند پری از مسابقات جهانی فرمول یک شرکت کرد.
او در طول دوران فعالیت خود در فرمول یک، ۱ بار بر روی سکو رفت و ۴ امتیاز را نیز به نام خود به‌ثبت رساند.
شیرون در ۲۲ ژوئن ۱۹۷۹ در مونت‌کارلو درگذشت.

## میراث
از آنجا که شیرون دارای بیشترین تعداد سکوهای کسب‌شده با خودروهای بوگاتی بود، خودروی مفهومی بوگاتی ۱۸/۳ شیرون و خودروی بوگاتی شیرون ۲۰۱۶ به‌افتخار او نام‌گذاری شده‌اند.